# Star Wars Battlefront II (jogo eletrônico de 2017)
Star Wars Battlefront II é um jogo de ação de tiro em primeira e terceira pessoa, baseado na franquia Star Wars  em desenvolvimento pela DICE, em colaboração com a Criterion Games e Motive Studios e publicado pela Electronic Arts.
Apesar de já existir outro jogo anterior com o mesmo nome, Star Wars: Battlefront II (jogo eletrônico de 2005), desenvolvido pela Pandemic, ambos os jogos são completamente diferentes. 